# Zakrzepica żył wątrobowych
Zakrzepica żył wątrobowych (zespół Budda-Chiariego) – zmiany zakrzepowe w żyłach wątrobowych. Swoim zasięgiem mogą również obejmować żyłę główną dolną. Choroba została po raz pierwszy opisana w 1845 roku przez George′a Budda. W 1899 roku Hans Chiari opisał występujące w tym schorzeniu zmiany patologiczne w wątrobie.

## Przyczyny
- zespoły mieloproliferacyjne:
  - czerwienica prawdziwa
  - nadpłytkowość samoistna
- stany nadkrzepliwości:
  - czynnik V Leiden
  - mutacja genu protrombiny
  - niedobory antytrombiny, białka S lub białka C
  - zespół antyfosfolipidowy
  - napadowa nocna hemoglobinuria
- przyjmowanie doustnych środków antykoncepcyjnych
- idiopatyczna zakrzepica

## Objawy
- hepatomegalia
- wodobrzusze
- bóle brzucha
- niewydolność wątroby
- obrzęk kończyn dolnych
- osłabienie
- brak apetytu
- żółtaczka

### Postacie
- bezobjawowa – zakrzepica dotyczy zazwyczaj tylko jednej żyły wątrobowej
- ostra – zakrzepica obejmuje trzy żyły wątrobowe; rozwija się bardzo gwałtownie w szybkim tempie, prowadząc do rozwoju niewydolności wątroby
- podostra
- przewlekła – najczęstsza postać

## Rozpoznanie
Bardzo pomocne w rozpoznaniu jest USG z badaniem dopplerowskim, a także angiografia.

Konieczna jest ocena drożności żyły wrotnej, gdyż u 10–20% chorych współistnieje jej zakrzepica.

## Leczenie
- postać bezobjawowa: przewlekłe leczenie przeciwzakrzepowe
- postać ostra: przeszczepienie wątroby (doraźnie przezszyjne wewnątrzwątrobowe zespolenie wrotno-układowe). Przy wczesnym rozpoznaniu choroby można próbować leczenia przeciwzakrzepowego (skuteczne tylko we wczesnej fazie choroby).
- postać podostra: leczenie przyczynowe, diuretyki, antykoagulanty, niekiedy TIPS, stosunkowo rzadko leczenie operacyjne

Leczenie zazwyczaj jest nieskuteczne. Dochodzi do rozwoju niewydolności wątroby i śmierci. Przeszczepienie wątroby zwiększa szansę wyleczenia.